# 扭曲的机器
扭曲的机器（Twisted Machine，常简称“扭机”）是一支中国的新金属乐队，1998年在北京成立。以说唱和强烈的节奏感而著名。目前乐队由五人构成，为中国摇滚四大硬核之一。

## 乐队成员
- 主唱：梁良
- 吉他：李培
- 吉他：李楠
- 贝司：杨磊
- 鼓手：李夕野[2]

## 作品

### 扭曲的机器
| 扭曲的机器 | 扭曲的机器             | 扭曲的机器 |
| 曲序       | 曲目                   | 合作音乐家 |
| ---------- | ---------------------- | ---------- |
| 1.         | 自由的生活             |            |
| 2.         | 没人给你面子           | 阴三儿     |
| 3.         | 我没错                 |            |
| 4.         | 小心点                 |            |
| 5.         | 证件                   |            |
| 6.         | 找回全家人的面子       |            |
| 7.         | 疯狗                   |            |
| 8.         | 禁止                   |            |
| 9.         | 我绝不会找你们说的去做 |            |
| 10.        | 压抑不住的愤怒         |            |

### 重返地下
01 - 新世纪
02 - TV 秀
03 - 本能
04 - 阴影
05 - 宣言
06 - 扭曲的机器
07 - 全体出动
08 - 界线
09 - 推动我
10 - 我门来自地下

### 存在
01 - 存在的意义
02 - 镜子中
03 - 别惹我
04 - 理想的背后
05 - 镜子中（伴奏）

### XXX
01 天堂里
02 坚定的信念
03 P.P.S
04 紧随节奏Pogo Pogo
05 让摇滚的声音响彻整个夜晚
06 剃刀边缘
07 那一天
08 困兽斗
09 都别废话
10 三十